# Montanhas Brancas (Creta)
Montanhas Brancas (em grego: Λευκά Όρη; romaniz.: Lefká Óri ou Leuká Óri) ou Madares (Μαδάρες do grego cretense μαδαρός, significando "sem cobertura, careca, nua de qualquer vegetação de áreas montanhosas altas") é uma cadeia de montanhas localizada no oeste de Creta, Grécia, na unidade regional de Chania. As Montanhas Brancas ocupam uma boa parte de centro de Creta ocidental e são a principal característica da região. Elas consistem principalmente de calcário, de cor cinzenta clara para azulado ou preto. As montanhas brancas ficaram com seu nome a partir da cor branca de seus picos como o branco do calcário durante a troca do verão e outono com a neve que cobre os picos até tarde no inverno. as Montanhas Brancas tem uma história rica como esconderijo para rebeldes durante levantes cretenses contra venezianos e governantes otomanos, bem como durante a ocupação alemã (1941–1945).
O cume mais alto é Pachnes com 2 453 mteros de altitude e há mais de 30 picos que são de mais de 2 000 m. As Montanhas Brancas também têm cerca de 50 desfiladeiros, sendo o mais famoso a Garganta de Samariá, que tem fama de ser o mais comprido da Europa. Outra característica da montanha é que há uma série de planaltos que existem em alturas de 500–1100 metros, tais como os de Askifou, Impros, Kallikratis, Anópolis e Omalos que são cercados por montanhas.
Pachnes (do grego πάχνη que significa orvalho da manhã, mas que en Creta também pode significar névoa) é o segundo pico mais alto em Creta, depois do Monte Ida (de Ίδη da mitologia grega, filha do rei de Creta Melisseas) que também é conhecido como "Psiloritis" (do grego Ψηλός que significa alto, e do grego όρος para montanha, isto é, montanha alta) e o décimo da Grécia.
Existem apenas algumas estradas principais que levam até Montanhas Brancas. Do norte as estradas para Omalos e a entrada do desfiladeiro de Samaria e a estrada para Chora Sfakion através do planalto de Askifou mais para o leste. Há também algumas outras estradas secundárias levando a altitudes mais elevadas.
A parte central e sul de Lefká Óri ficam a uma altitude de 1 800 m e acima se assemelham a uma “paisagem lunar”, tecnicamente chamada de deserto. É a única paisagem com estas características no hemisfério norte.
Há quatro refúgios nas Montanhas Brancas. O refúgio Volikas foi construído em 1958. Ele está localizado acima da aldeia Campi Cerâmio, a uma altitude de 1 450 m. Pode acomodar até 30 pessoas. O refúgio Kallergi foi construído em 1970. Sua altitude é 1 650 m e pode acomodar 45 pessoas. Está localizado a 5 km de Omalos. O refúgio Tavris foi construído em 1992 e está localizado perto de Amudari, 7,5 km de Askifou, a 1 200. Pode acomodar até 75 pessoas. O refúgio Svourichti foi construído em 1994. Ele está localizado a sete horas de Anópolis, a 1 980 m, e pode acomodar 20 pessoas. As Montanhas Brancas são o sítio das duas cavernas da Grécia com profundidade superior a um quilômetro, Gurgutacas e a Caverna do Leão.